# 劉家聰
劉家聰（英語：Martin Lau Ka Chung，前藝名：劉子葱，1978年3月24日—），香港藝人、前有線電視主持，亞洲電視藝員，現為無綫電視藝員。他是參加無綫電視電視製作專業訓練中心第九期藝員訓練班而入行的。曾為無綫電視兒童節目至Net小人類和放學ICU主持之一。另外，他亦有參演電視劇，但多為小角色。

## 經歷
身高六呎二吋的劉家聰入行前，曾贏出模特兒大賽，又曾為Armani、DKNY等名牌行騷。
2008年，他轉投亞洲電視。
2011年，他於《亞姐睇樓》節目中首次以藝名劉子葱出現。
2015年12月，他獲邀重返亞洲電視為《我們這一班》擔任主持。
2016年4月2日，亞洲電視的免費電視牌照到期後加盟香港有線電視主持娛樂新聞節目。
2019年1月，重返無綫電視及加入醫療輔助隊成為新界東顧問四級長官「二級助理聯絡主任」 。

## 演出作品

### 電視劇（無綫電視）
| 首播     | 劇名                        | 角色                             |
| 1997年   | 真命天師                    | 店小二                           |
| 1997年   | 烈火雄心                    | 見習隊長                         |
| 1997年   | 刑事偵緝檔案III             | Bobby (高婕同事)                 |
| 1997年   | 鑑證實錄                    | 聰 (法證部技術員)                |
| 1997年   | 狀王宋世傑                  | 店小二                           |
| 1997年   | 隱形怪傑                    | 侍應生                           |
| 1998年   | 真情 (約第748-752集)        | Jackie                           |
| 1998年   | 廉政行動1998                | ICAC調查員                       |
| 1998年   | 廉政追輯令                  | 亞修                             |
| 1998年   | 天地豪情                    |                                  |
| 1999年   | 刑事偵緝檔案IV              | 養雞場工人                       |
| 1999年   | 網上有情人                  | Kenneth                          |
| 1999年   | 吾係差人                    | 細B手下                          |
| 1999年   | 寵物情緣                    | 廣告男主角                       |
| 1999年   | 外父唔怕做                  | 飛車黨之一                       |
| 1999年   | 騙中傳奇                    | 顧客                             |
| 1999年   | 千里姻緣兜錯圈              | office boy                       |
| 1999年   | 先生貴性                    | Martin                           |
| 1999年   | 創世紀                      | Mark                             |
| 1999年   | 創世紀II天地有情            | Mark                             |
| 2000年   | 撻出愛火花                  | 金田柔道館學員                   |
| 2000年   | Loving You我愛你            |                                  |
| 2000年   | 男親女愛                    | 部長                             |
| 2005年   | 酒店風雲                    | 模特兒                           |
| 2007年   | 天機算                      | 官兵                             |
| 2007年   | 森之愛情 第六集《積分男友》 | 型男                             |
| 2008年   | 法證先鋒II                  |                                  |
| 2008年   | 古靈精探                    | 何英明                           |
| 2008年   | 珠光寶氣                    | Jeff (平步青雲中B組的室內設計師) |
| 2019年起 | 愛·回家之開心速遞           | 錦松                             |
| 2020年   | 黃金有罪                    | 姜律師                           |
| 2020年   | 法證先鋒IV                  | Dicky                            |
| 2020年   | 迷網                        | Andy                             |
| 2020年   | 踩過界II                    | 醫生                             |
| 2021年   | 失憶24小時                  | 劉祥發                           |
| 2021年   | 愛美麗狂想曲                | 德助手                           |
| 2021年   | 逆天奇案                    | Henry                            |
| 2021年   | 寶寶大過天                  | 醫生                             |
| 2021年   | 七公主                      | 王生                             |
| 2021年   | 我家無難事                  | 客人、司儀、職員                 |
| 2021年   | 星空下的仁醫                | 馮先生                           |
| 2021年   | 換命真相                    | 心理治療師                       |
| 2021年   | 拳王                        | 拳賽司儀                         |
| 2022年   | 鐵拳英雄                    | 酒吧客人                         |
| 2022年   | 雙生陌生人                  | 嘉賓                             |
| 2022年   | 十八年後的終極告白2.0       | 大漢                             |
| 2022年   | 童時愛上你                  |                                  |
| 2022年   | 白色強人II                  | 醫生、途人                       |
| 2022年   | 黯夜守護者                  | 陳老師                           |
| 2022年   | 美麗戰場                    | 工作人員                         |
| 2022年   | 下流上車族                  | 車國柱                           |
| 2022年   | 超能使者                    | 洛哥                             |
| 2022年   | 輕·功                       | 觀眾、監製                       |
| 2023年   | 新四十二章                  | 沈學龍                           |
| 2023年   | 法言人                      | 許醫生                           |
| 2023年   | 隱門                        | 豹哥                             |
| 2023年   | 靈戲逼人                    | 豪父、食客                       |
| 2023年   | 破毒強人                    | 警員                             |
| 2023年   | 新聞女王                    | 陳志堅                           |
| 2024年   | 旁觀者                      | 陳警司                           |
| 2024年   | 逆天奇案2                   | Herry                            |
| 2024年   | 異空感應                    | Dr. Leung                        |
| 2025年   | 奪命提示                    | 法醫                             |
| 2025年   | 虛擬情人                    | 仁司機                           |
| 2025年   | 刑偵12                      | 彭德成                           |

### 電視劇（邵氏兄弟）
| 首播   | 劇名           | 角色       |
| 2022年 | 飛虎之壯志英雄 | 移民局職員 |

### 電視劇（亞洲電視）
| 首播   | 劇名     | 角色  |
| 2008年 | 法網群英 | 莫 添 |

### 電視劇（香港電台）
| 首播   | 劇名                | 角色 |
| 2010年 | 火速救兵 - 一秒之差 |      |

### 電影
| 首映   | 電影名     | 角色     |
| 2008年 | 十分愛     | 新男朋友 |
| 2009年 | 短暫的生命 | 妙姐下屬 |

### 節目主持（無綫電視）
- 無綫生活台外景主持
- 兒歌金曲頒獎典禮(2000 - 2006)
- 至NET小人類
- 放學ICU
- DaDaDeDe小名廚
- DaDaDeDe繽紛樂園

### 節目主持（亞洲電視）
- 台灣 睇．住．玩 (2008)
- 馬壇超新星 (2008)
- 生活著數台 (2008-2009)
- 香港亂噏 (2009)
- 開心大發現2009 (2009)
- 闔虎統請 (2010)
- 世博年漫遊長三角（2010）
- 11點後特區 (2011)
- 尋找百姓家（2011）
- 亞姐睇樓（2011）
- 香港有飯開（2011）
- 漫遊嶺南綠道（2012）
- BB日記（2013-2014）
- 我們這一班（2015-2016）

### 節目主持（香港有線電視）
- 娛樂新聞(2016-)

### 唱片
- TVB Kid Kid Kid
- 細路歌開心之旅(現代音像出版)

### 大使
- TVB 翡翠新力量12星之一
- TVB 2005兒童節大使
- Amoeba Models 新力軍 1997

### 電腦光碟
- 互動至Net小人類

### MV（無綫電視）
- 2000年 《個個都有寶》 ── 楊千嬅
- 2000年 《魔法小美穗》 ── 蓋世寶

## 外部連結
- 劉家聰的Instagram帳戶
- 22向前進 - 劉家聰、黃婉珊合唱 （页面存档备份，存于）
- 新浪網 - 劉家聰 （页面存档备份，存于）
- 成報 - 身高六呎二的劉家聰入行前，曾贏出Model大賽。
- - 劉家聰 劉子葱兩名影響事業運 （页面存档备份，存于）